# Silvaninae

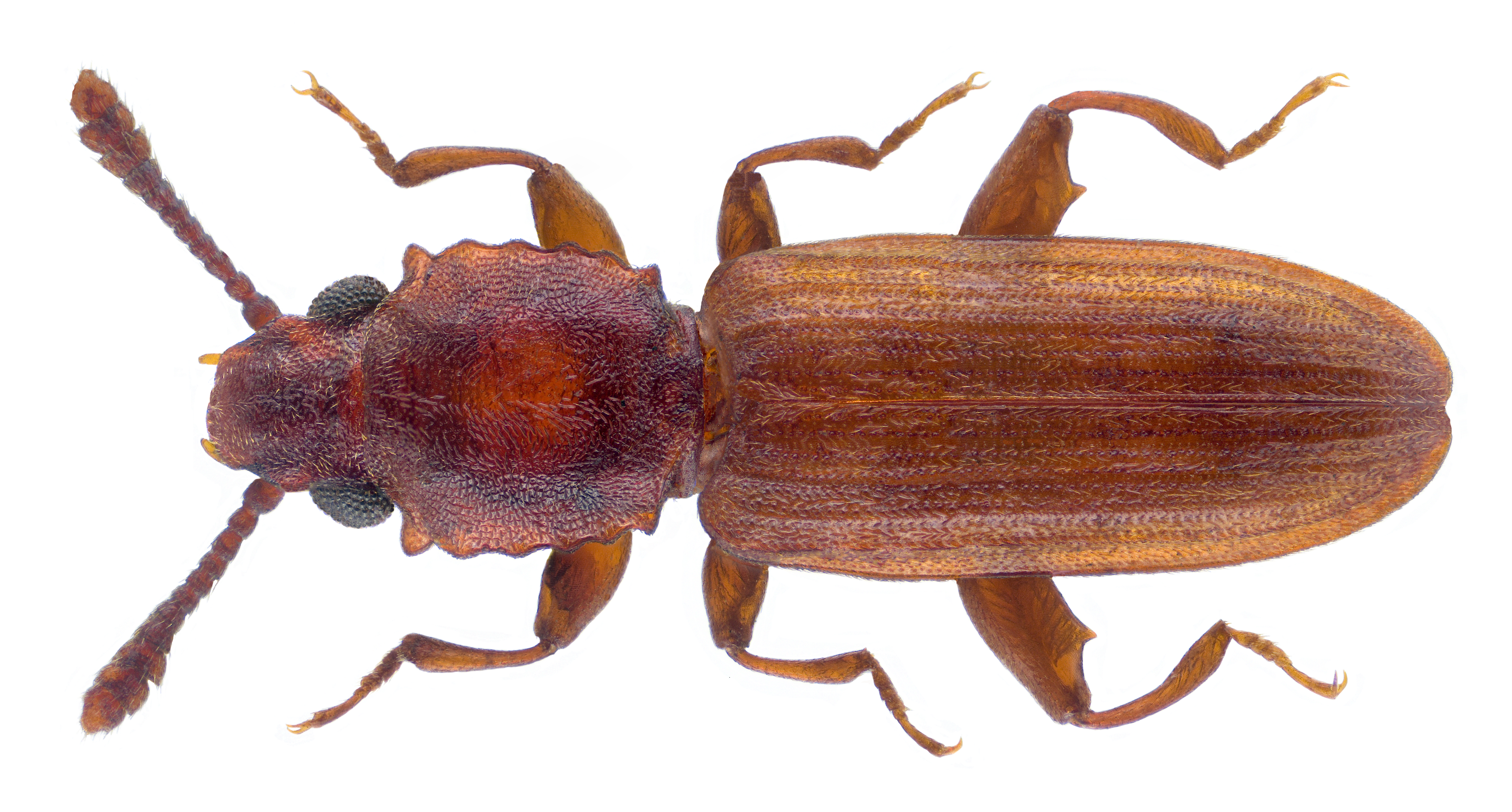
Nausibius clavicornis

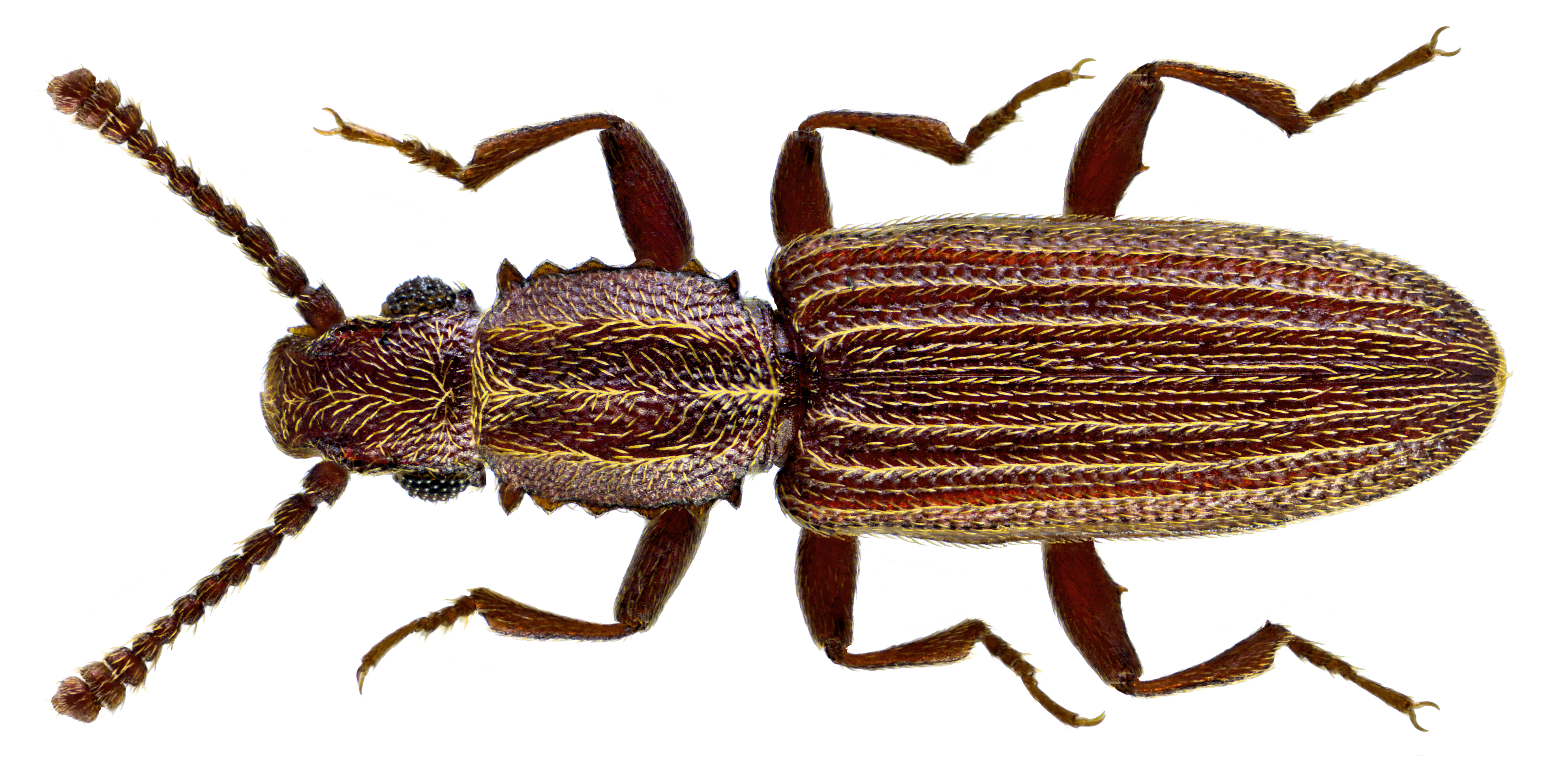
Oryzaephilus mercator

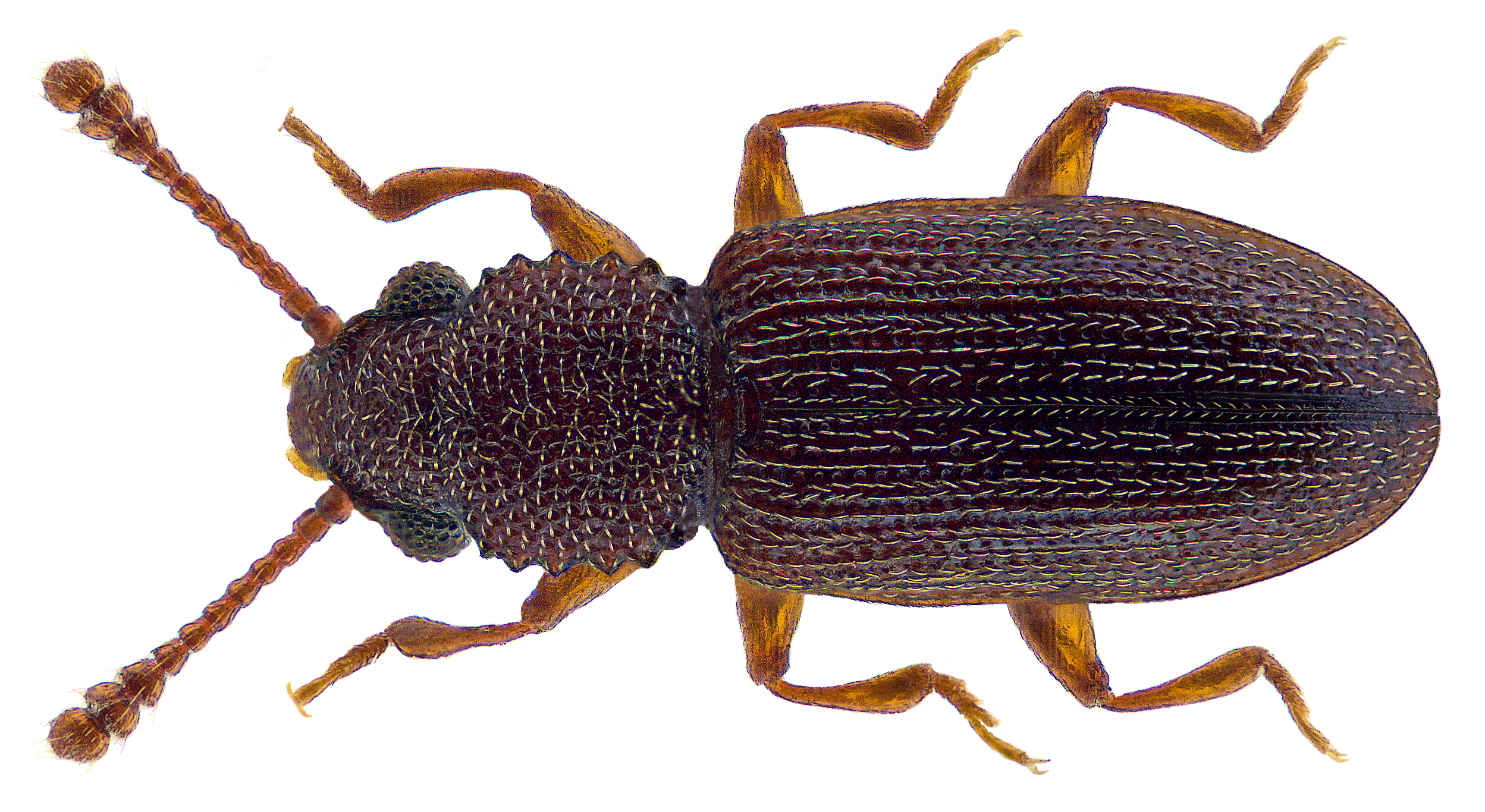
Silvanolomus denticollis

Silvaninae – podrodzina chrząszczy z rodziny spichrzelowatych.

## Systematyka
Do podrodziny zaliczanych jest 38 żyjących rodzajów:
- Acathartus
- Acorimus
- Afrocorimus
- Afronausibius
- Ahasverus
- Airaphilus
- Astilpnus
- Austronausibius
- Calpus
- Cathartosilvanus
- Cathartus
- Coccidotrophus
- Corimus
- Dentirotacorimus
- Eunausibius
- Metacorimus
- Monanus
- Nausibius
- Neosilvanus
- Nepharinus
- Nepharis
- Oryzaephilus
- Parasilvanus
- Pensus
- Protosilvanus
- Pseudonausibius
- Pseudosilvanus
- Saunibius
- Silvaninus
- Silvanoides
- Silvanolomus
- Silvanoprus
- Silvanops
- Silvanopsis
- Silvanosoma
- Silvanus
- Synobius
- Synoemis

Oraz 2 rodzaje wymarłe:
- †Mistran[3]
- †Pleuroceratos